# Margaret Read
Margaret Helen Read (geboren 5. August 1889 in Battersea Rise, South London; gestorben 19. Mai 1991) war eine britische Sozialanthropologin und Wissenschaftlerin, die sich auf das koloniale Bildungswesen spezialisierte.

## Leben
Margaret Read war von 1940 bis 1955 Leiterin der Kolonialabteilung des Institute of Education, University of London. Sie war auch mit dem Colonial Office der britischen Regierung verbunden: Sie fungierte als Beraterin für die Bildungspolitik in den britischen Kolonien und war die britische Delegierte bei den UNESCO-Generalkonferenzen von 1946 und 1947.
Mit dem Stamm der Ngoni von Britisch-Nyassaland beispielsweise hatte sie in ihrer Arbeit Native Standards of Living and African Culture Change: Illustrated by Examples from the Ngoni Highlands of Nyasaland (1938) einen „Stamm mit noch verhältnismäßig starker Organisation und einer ausgesprochenen Abneigung gegen die Berührung mit Europäern“ untersucht. Später erschien ihr Buch Africans and Their Schools (1953).

## Publikationen (Auswahl)
- The Indian Peasant Uprooted. A study of the Human Machine. Longmans, Green & Co., London 1931. Based on the Report of the Royal Commission on Labour in India.
- The Land and Life of India. Edinburgh House Press, 1934.
- Native Standards of Living and African Culture Change: Illustrated by Examples from the Ngoni Highlands of Nyasaland. Oxford University Press, 1938 (Supplement to Africa, 1938, vol. XI, No. 3).
- Africans and Their Schools. Longmans, Green & Co., London  1953; Review. fdocuments.in
- The Ngoni of Nyasaland. London 1956 (Reprint: Frank Cass & Co., London 1970)
- Education and Social Change in Tropical Areas. Nelson and Sons, London 1956.
- Children of their Fathers: Growing Up Among the Ngoni of Nyasaland. Yale University Press, New Haven 1960.
- Culture, health, and disease. Social and cultural influences on health programmes in developing countries. Tavistock Publ., London 1966.